# أندي نيومان
أندي نيومان (بالإنجليزية: Andy Neumann)‏ هو سياسي أمريكي، ولد في 1960 بألبينا في الولايات المتحدة. حزبياً، نشط في الحزب الديمقراطي. وقد انتخب عضو مجلس نواب ميشيغان ‏.